# Aggarp
Aggarp är en bebyggelse på Söderslätt i Svedala socken i Svedala kommun. Den består av ett dussintal gårdar och egnahem och låg omgiven av åkrar tills åkerbruket byggdes en kilometer rakt söder om järnvägsstationen i Svedala. Mellan 1990 och 2020 avgränsade SCB bebyggelsen till en småort. Vid avgränsningen 2020 räknades den dock som en del av tätorten Svedala.

## Historia
Aggarp var kyrkbyn i Aggarps församling/socken som senast på 1500-talet uppgick i Svedala församling/socken. 
Rester av kyrkan kan fortfarande bevittnas.
Kyrkan har säkerligen funnits redan på 1200-talet men lades troligen ned på 1500-talet.
Man har vid en arkeologisk undersökning 1978 söder om boningshuset på Aggarp 22:4 funnit gravar och en grundmur som, antar man, tillhörde kyrkan. 

### Sägner och skrönor
Liksom många andra skrönor för oförklarade händelser har det dykt upp skrönor i syfte att förklara Aggarps kyrkas försvinnande. Sägnen/skrönan handlar om hur drottning Margareta (1353–1412) gärna bodde på Lindholmens slott. Det passade sig mycket väl att på söndagar rida till Aggarps kyrka för gudstjänsten. Men en dag på torget sprang två hundar i vägen för hennes häst och hon föll av hästen då den stegrade sig. Händelsevis är det just det torg som idag heter ”Drottning Margaretas torg”. Konsekvenserna blev allvarliga då drottningen blev förargad. Hon beordrade byns undergång då alla byggnader skulle rivas. Kyrkan skulle sedan förflyttas till Svedala. Än har man inte kommit fram till en annan fullständig förklaring till varför kyrkan revs, då det inte hittats några som helst uppgifter kring det hela.

### Aggarps offerkälla
Denna vattenkälla har även den en sägen bakom sig. Källan befinner sig i utkanten av Aggarp en knapp kilometer från järnvägsstationen i Svedala. Här sägs det ha blivit stora folksamlingar varje midsommarafton. Främst ungdomar kom för att resa en majstång och sedan dansa kring den och källan. Om man sedan offrade några mynt till källan och drack av vattnet så skulle det bringa lycka. Det sades också att det fanns tre fiskar i denna källa. Dessa fiskar var någon form av väsen som var färgade i rött och guld. Fiskarna var inte några ordinära fiskar då de hade katthuvuden. Det sade också att om man fångar en av dem så skulle det ändå alltid finnas tre fiskar i källan nästa midsommarafton.
Det finns en källa i Aggarp likväl som det finns rester av kyrkan och gravarna som en gång i tiden låg där. Det finns dock inga belägg för de sägner som finns kring källan och kyrkan. 

### Aggarps kvarn

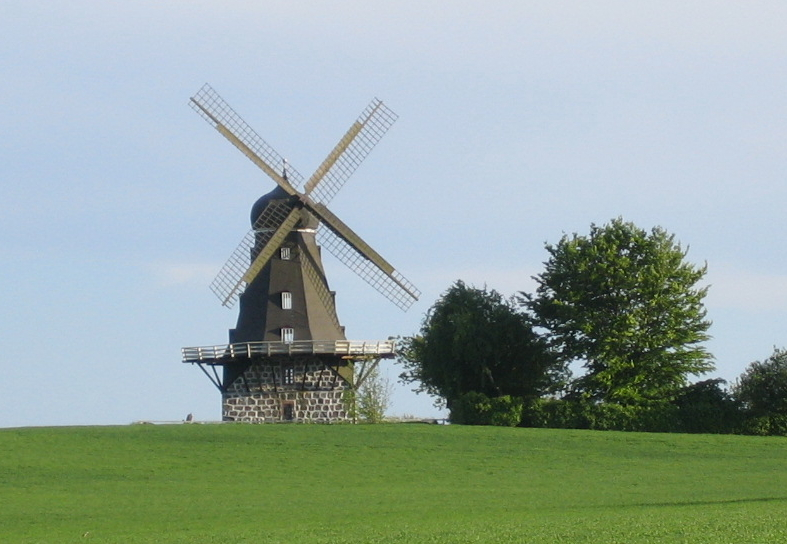
Aggarps mölla

Aggarps kvarn byggdes 1896 och är av s.k. holländaretyp. Kvarnen är över 110 år. Kvarnen är inte i bruk idag, 1951 slutade den att användas. Kvarnen har 3 våningar, väggarna och gavelspetsarna är gjorda av tjärad träpanel (locklist), taket är mansardtak med grönsvart tjärpapp, det finns bara ett vitmålat fönster kvar idag, de andra är igensatta och den stora dörren in till kvarnen är av brädor. Kvarnen är i klass 2.
Aggarps kvarn är idag ett ”landmärke” när man närmar sig Svedala från Trelleborgshållet. Mjölnaren Per Andersson flyttade 1871 med sin hustru till Aggarp nr.1 och blev kvarnägare. Kvarnen var då en stubbamölla. Verksamheten blev större och större och till slut räckte inte denna kvarn till. År 1896 revs stubbamöllan och holländare byggde då istället denna kvarn vi har idag. 1906 dog Per Andersson och då blev hustrun ägare, men sonen Axel Persson tog sedan över verksamheten. Axel höll på med verksamheten till år 1951, men hans son Hilding hjälpte också till. Axel Perssons barn Hilding och Dagny skänkte kvarnen till Svedala köping år 1965. Kommunfullmäktige gav senare samma år Svedala Rödakorskår nyttjanderätt till kvarnen. Kvarnen var i väldigt dåligt skick vid denna tid och rödakorskåren genomförde en betydande renovering av kvarnen. Återinvigningen av kvarnen var 1971. Fastigheten blev övrig, bostadshus och uthus, till salu efter syskonen Perssons död. För att kvarnen och fastigheten skulle kunna bevaras så bra som möjligt köpte Svedala kommun dem. Hösten 1991 var allt färdigt med renovering av boningshus och uthus. Kvarnen och huset öppnades för allmänheten för första gången på Mölledagen i juli 1992. Föreningen Svedala-Barabygden hade ansvar för arrangemanget. Kvarnen renoverades ännu en gång år 1994 och 1995 av Svedala kommun. Kvarnens segel förnyades 1996. 2005 bytte man ut delar av kvarnens vingar. År 2006 bestämde Svedala kommun och föreningen Svedala-Barabygden att föreningen skulle ta ett större ansvar för kvarnen och Möllarebostaden.